# Girolamo Giacobbi
Girolamo Giacobbi (Bologna, 10 agosto 1567 – Bologna, 23 dicembre 1628) è stato un compositore italiano.

## Biografia
Si formò all'interno della scuola di grammatica e musica della basilica di S. Petronio a Bologna. Dal gennaio 1581 il suo nome figura nell'elenco dei chierici che cantavano le parti di soprano e contralto nel coro della basilica. 

Nel 1584 divenne cantore della cappella di S. Petronio e tre anni dopo venne ordinato sacerdote. Alla cappella petroniana restò legato per tutta la vita, divenendone prima vicemaestro (1594) e poi maestro dal 1604. Sotto la sua direzione l'organico aumentò fino a comprendere 46 membri ordinari, la cui attività liturgico-musicale venne disciplinata da un regolamento emanato a quel tempo. 

Nel 1601 apparve la sua prima raccolta di musica sacra Motecta multiplici vocum numero concinenda. Liber primus (Venezia, A. Gardano, 1601), con dedica al Senato bolognese e ai fabbricieri di S. Petronio, contenente mottetti in stile polifonico a cappella. 

Otto anni dopo diede alle stampe la Prima parte de i salmi concertati a due, e più chori (Venezia, A. Gardano 1609) nel moderno stile concertato a più cori. L'opera è corredata da un'interessante prefazione Ai cortesi lettori, in cui Giacobbi illustra la tecnica di distribuire le 8 o 9 parti vocali e strumentali di ciascuna composizione in due cori, suggerendo, ove vi  fosse la possibilità, di aggiungere «altri chori, così acuti, come gravi, secondo però la qualità del luogo e quantità de' cantanti e stromentisti», e disponendo i cori di ripieno «in luogo convenevolmente distante dalli due chori principali». 

Oltre che in campo sacro, Giacobbi si distinse anche in campo profano; fu infatti il primo compositore a mettere in musica alcune favole pastorali in stile recitativo rappresentate a Bologna nei primi tre decenni del Seicento. La prima, L'Aurora ingannata, fu eseguita nel 1605 a in casa di Melchiorre Zoppio, allora sede dell'Accademia dei Gelati, in occasione delle nozze di Ferdinando Riario e Laura Pepoli; essa venne rappresentata sotto forma di quattro intermedi, su testi poetici del conte Ridolfo Campeggi, composti per la recita della favola pastorale Filarmindo. La musica fu poi pubblicata in una raccolta dal titolo Dramatodia, overo Canti rappresentativi ... sopra l'Aurora ingannata (Venezia, G. Vincenti, 1608).

All′Aurora ingannata seguirono, la tragedia L'Andromeda, andata in scena per il carnevale 1610 al teatro della Sala; gli intermedi in musica Proserpina rapita per una pastorale recitata in casa dei conti Costante e Alessandro Bentivoglio (1613); la favola pescatoria Amor prigioniero (1615); musiche per il torneo Ruggero liberato (1617) e l'azione drammatica Il Reno sacrificante (1617), tutte composte su testi di Ridolfo Campeggi, ad eccezione dell'Amor prigioniero di Silvestro Branchi. 
 A questi drammi per musica fecero seguito le musiche per i tornei La selva de' mirti (1623) e La montagna fulminata (1628), entrambi su testi di Bernardino Marescotti.

Della sua produzione teatrale, a parte L'Aurora ingannata, sopravvivono solo i libretti stampati.

Giacobbi fu particolarmente attivo all'interno di alcuni sodalizi accademici bolognesi: oltre che dell'Accademia dei Gelati, fu membro dell'Accademia dei Floridi, fondata nel 1614 da Adriano Banchieri. Nel 1622, dopo lo scioglimento della precedente Accademia dei Floridi, diede vita all'Accademia dei Filomusi, a cui nel 1627 fu affiliato Claudio Monteverdi in qualità di «accademico forestiero».

Morì a Bologna il 23 dicembre 1628.

## Opere

### Opere sacre
- Motecta multiplici vocum numero concinenda. Liber primus, Venezia, A: Gardano, 1601.
- Prima parte dei salmi concertati a due, e più chori ... commodi da concertare in diverse maniere, Venezia: Angelo Gardano e fratelli, 1609.
- Vespri per tutto l'anno a quattro voci, con l'organo e senza, Venezia, Bartolomeo Magni, 1615.
- Litanie e motetti da concerto e da capella a due chori per la Santissima Vergine, Venezia, Bartolomeo Magni, 1618.

### Opere teatrali
- L'Aurora ingannata. Favoletta del conte Ridolfo Campeggi per gli Intermedij del Filarmindo, Bologna, Eredi di Giovanni Rossi, ad istanza di Giovanni Battista Ciotti, 1608 [rappresentata nel 1605].
- Andromeda. Tragedia del conte Ridolfo Campeggi da recitarsi in musica, Bologna, Bartolomeo Cocchi, ad istanza di Simone Perlasca, 1610.
- Proserpina rapita. Intermedii in musica per la pastorale da recitarsi in casa degl'illustriss. signori conti Costante et Alessandro Bentivogli, Bologna, Eredi di Giovanni Rossi, 1613.
- Amor prigioniero. Favoletta pescatoria del Costante Academico Ravvivato [= Silvestro Branchi], Bologna, Bartolomeo Cochi, 1615
- Il Reno sacrificante. Attione dramatica in musica del sig. conte Ridolfo Campeggi, Bologna, Sebastiano Bonomi, 1617.
- Ruggero liberato. Soggetto del torneo da farsi da i nobiliss. & valorosiss. cauallieri bolognesi, Bologna, Bartolomeo Cochi, ad instanza delli heredi di Simone Parlasca, 1620.
- La selva de' mirti, rappresentata con balli nell'academia de' Gelati. Del sig. Bernardino Mariscotti il notturno. Sotto il principato del sig. Giacomo Sampieri l'Ineguale, Bologna, Teodoro Mascheroni e Clemente Ferroni, 1623.
- La montagna fulminata. Torneo fatto da alcuni cavalieri bolognesi l'ultimo di febbraio 1628, Bologna, Clemente Ferroni, 1628.